# Índex de volum corporal
L'índex de volum corporal (IVC) (en anglès, Body Volume Index, BVI) ha estat proposat com una alternativa a l'Índex de massa corporal (IMC), que s'utilitza com un indicador d'obesitat en les persones. Mentre que l'IMC es basa en la mesura de la massa total de l'individu, no tenint en compte la seva localització, el IVC contempla la relació entre la massa i la seva distribució volumètrica en el cos humà. Respecte d'això, alguns estudis recents emfatitzen les limitacions d'utilitzar l'IMC com a indicador del risc que corre la salut d'una persona.

## IVC com a instrument de mesura

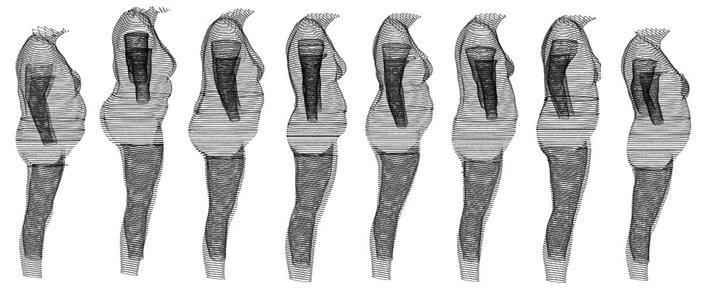
Vuit dones amb el mateix IMC (IMC-30) però amb distribució de massa i volum abdominal diferent; per tant, tenen índexs IVC diferents.

L'Índex de volum corporal (IVC) va ser concebut l'any 2000 com una forma mesurar el cos humà i detectar la seva obesitat, amb el suport informàtic; pretén ser un paràmetre alternatiu a l'Índex de massa corporal (IMC). L'IVC mesura automàticament l'índex de massa corporal, la circumferència de la cintura i la relació cintura-maluc.
El IVC és un paràmetre que pot usar-se en un escàner corporal de tres dimensions per determinar el risc d'obesitat que posseeix una persona; pot diferenciar entre persones amb el mateix IMC, però amb forma i distribució diferent de la seva massa. L'any 2009 es van realitzar assaigs clínics als EUA i a Europa com a part d'un projecte de dos anys de col·laboració.
Mentre que l'índex de massa corporal d'una persona es mesura manualment pel pes total (massa) i l'altura, l'IVC es calcula utilitzant dades tridimensionals de tot el cos per determinar la distribució de la massa i el volum. L'IVC, per tant, considera detectar on està localitzat el greix del cos. En els darrers anys s'ha arribat al consens que el greix abdominal constitueix un factor important de risc per a la salut.
Un escàner superficial del cos sencer defineix la silueta tridimensional d'una persona; per això, aquest programa es pot utilitzar per calcular els volums parcials de les diferents parts del cos. L'IVC fa una inferència de la distribució del greix i la massa fent servir les dades de la composició del cos del pacient. La majoria d'escàners tridimensionals compatibles amb l'IVC necessiten que el pacient sigui escanejat sota diferents condicions d'il·luminació, per poder obtenir informació de la forma del cos i la distribució de la seva massa, tant per al tractament del pacient com per a una anàlisi estadística.
L'IVC va ser concebut com un possible substitut potencial de l'IMC amb el canvi de mil·lenni. Després d'un desenvolupament preliminar, el Heartlands Hospital, un centre de tractament de l'obesitat del Regne Unit, va aprovar la seva utilització. També l'han fet servir a la Clínica Mayo de Rochester (Minnesota).
Un estudi pilot va recalcar el potencial de l'IVC com a eina de motivació per la pèrdua de pes en pacients obesos. Un estudi posterior va confirmar la validesa de l'escàner per mesurar els marcadors antropomètrics de l'obesitat. Comparant la fiabilitat d'aquest mètode automàtic en contraposició amb els mètodes que impliquen mesures manuals es pot afirmar que l'ús de l'escàner és un mètode vàlid i preferible per a mesurar les circumferències de cintura i malucs.